# 習近平
習 近平（しゅう きんぺい、シー・チンピン、簡体字: 习 近平、英語: Xi Jinping、拼音: Xí Jìnpíng、1953年6月15日 - ）は、中国の政治家。中国共産党・中華人民共和国の最高指導者であり、中国共産党中央委員会総書記、党中央軍事委員会主席、国家中央軍事委員会主席、国家主席を務めている。
胡錦濤引退後の党中央委員会総書記であり、党中央政治局常務委員、第6代党中央軍事委員会主席、第7代国家主席、国家軍事委員会主席を務めている。党での序列は第1位。第17期党中央書記処常務書記、第9代国家副主席、第5代党中央軍事委員会副主席を歴任した。近年独裁傾向を強めている。

## 来歴
1953年6月15日、北京市に生まれる。1965年、中学校である北京市八一学校に入学したが、1966年5月の文化大革命の発生により学校が解散された。この事により習の学校教育が中断された。習は世界最強の囲碁棋士の1人に数えられる聶衛平と北京25中学からの友人で、聶によれば中国人民解放軍の劉衛平少将との3人で「北京25中学の三平」と呼ばれていたとされる。八大元老でもあった父の習仲勲が迫害された文化大革命において反動学生として批判された。習近平自身も紅衛兵によって十数回も批判闘争大会に引き出され、4度も監獄に放り込まれた。

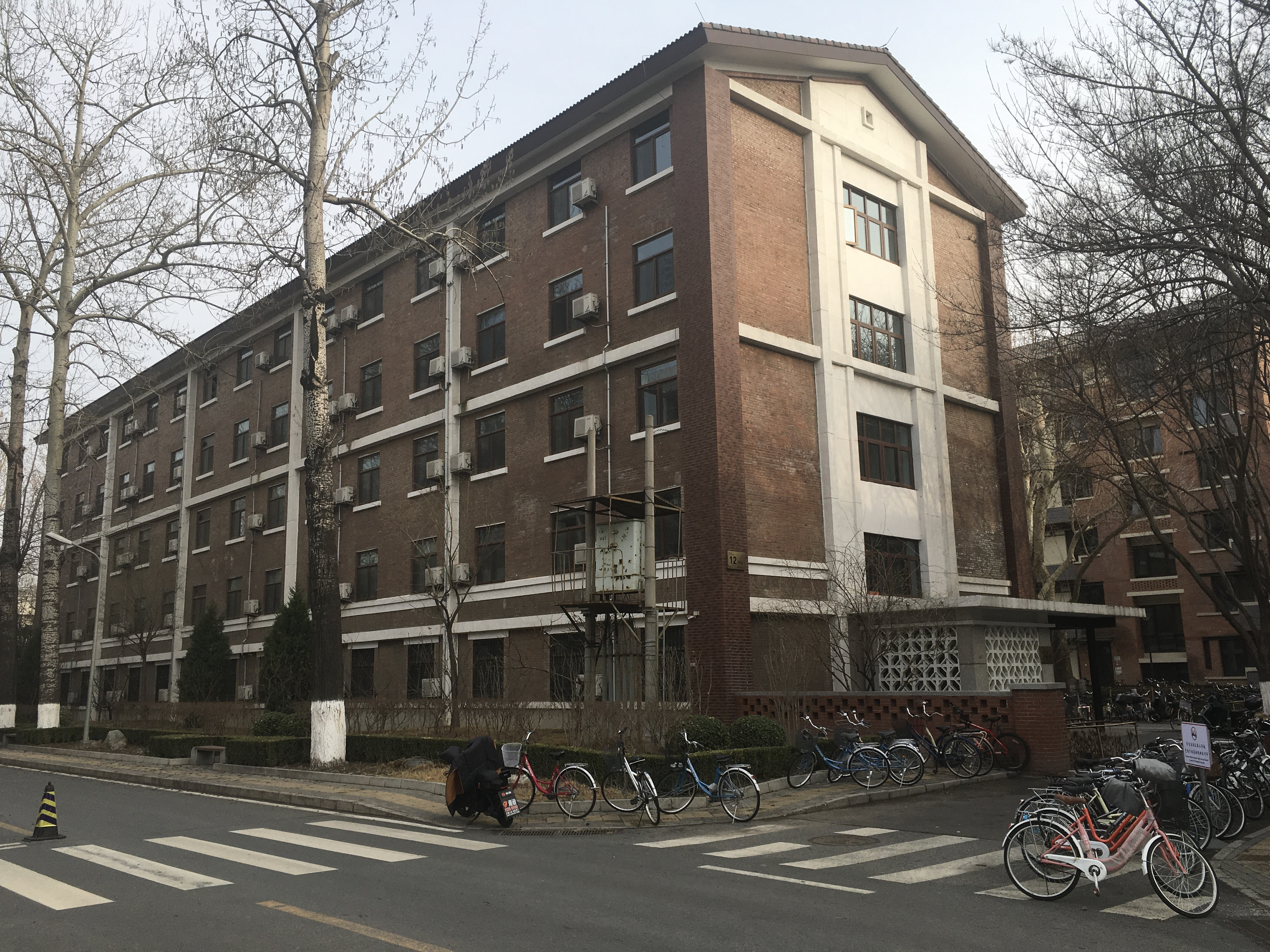
習近平在清華の宿舍

1969年1月から7年間陝西省延安市延川県に下放される中、1974年1月に中国共産党に入党した。下放された同地で生産大隊の党支部書記を務めている。1975年、時は文化大革命の期間中で全国普通高等学校招生入学考試が中断しており、中学1年以降に正式な教育を受けていない。しかし、「工農兵学員」という模範的な労働者・農民・兵士（個人の政治身分）の推薦入学制度を経て、国家重点大学の清華大学化学工程部に無試験で入学し、有機合成化学を学んだ。1979年4月に同大学を卒業した後、国務院弁公庁及び中央軍事委員会弁公庁において、副総理及び中央軍事委員会常務委員の耿飈の秘書をかけ持ちで務めた。1985年にアメリカ合衆国を視察で訪問し、当時のアイオワ州知事で後に駐中国大使のテリー・ブランスタッドと親交を結んで2週間ホームステイをした。このときアメリカ人のフレンドリーな態度に好印象をもったことを語っている。しかし、1995年からの米中間の台湾海峡危機では福建省の中堅幹部であった習は危機感を持ち、台湾政策について発言、軍との関りを強め、党内での存在感も高めていく。1998年から2002年にかけて、清華大学の人文社会科学院大学院課程に在籍し、法学博士の学位を得た。しかし、海外の複数メディアから、論文の代筆の疑惑が報じられている。廈門副市長、福州市党委員会書記を経て、2000年に福建省長となった。2002年11月、張徳江に代わって49歳で浙江省の党委員会書記に就任し、この時期に浙江省軍区党委員会第一書記、南京軍区国防動員委員会副主任、浙江省国防動員委員会主任を兼任した。2006年9月、上海市で大規模な汚職事件が発覚し、当時の市党委員会書記の陳良宇が罷免された。翌年の2007年3月24日、書記代理を務めていた上海の韓正市長に代わって上海市党委員会書記に就任した。これにより、第17期の党中央政治局入りは確実とみられた。同年10月の第17期党中央委員会第1回全体会議（第17期1中全会）において、一気に中央政治局常務委員にまで昇格するという「2階級特進」を果たし、中央書記処常務書記、中央党校校長に任命された。上海市党委員会書記は兪正声が引き継いだ。中央党校校長時代は「幹部は歴史を学べ。世界四大文明の中で中華文明だけが中断せずに今日まで続いている」と述べた。後年にエジプト・イラク・インドなどを集めた「世界古代文明フォーラム」の共同設立を唱える習の歴史観や思想戦略が既に形成されていたとされる。

### 政治局常務委員・書記処書記

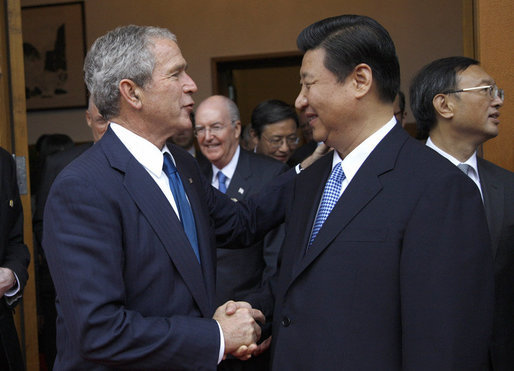
習近平とアメリカの大統領ジョージ・W・ブッシュ（2008年8月10日）

中国共産党第17期政治局常務委員には、胡錦濤直系である共青団出身の李克強も習と同じ第5世代の中核として選出され、習と李のいずれかがポスト胡錦濤となると見られたが、習が李よりも党内序列が上であり、胡自身も党総書記就任までの2期10年を中央書記処書記として経験を積んだことを考えると、習がポスト胡錦濤に一番近い存在であった。習はかつて中央軍事委員会弁公庁秘書や南京軍区国防動員委員会副主任などを務めており、第17期政治局常務委員で唯一国防文官の経歴を有する人物であった。この事は習と軍部との結びつきを強める一因ともなった。

### 日本訪問
2008年3月15日、第11期全国人民代表大会第1回会議で国家副主席に選出された。2009年12月には国家副主席として日本を訪れ、環境に優れた先進技術施設として安川電機の産業用ロボット工場を視察した際に経営陣から伝えられた創業者の安川敬一郎と孫文ゆかりの逸話に感銘を受けて「とても感動した、我々はこの日中友好の伝統を受け継いで発揚するべきだ」と発言して中国の公用車である紅旗の組立用に作られたロボットの披露に拍手を送った。一方で訪日の際に起きた天皇特例会見の問題は鳩山由紀夫内閣時代の日本で論争を巻き起こした。

### 軍事委員会副主席
2010年10月18日に習近平は第17期5中全会で党中央軍事委員会副主席に選出された。党中央軍事委員会は共産党が国家を領導するという中国の政治構造上として、事実上の最高軍事指導機関である。副主席として党中央軍事委員会に入ったことで、習は胡の後継になることが事実上確定した。さらに同月28日、全国人民代表大会常務委員会の決定によって国家中央軍事委員会副主席に就任した。しかし、習が党中央軍事委員会副主席の地位を獲得するまでには紆余曲折があった。2009年9月の第17期4中全会で党中央軍事委員会副主席に選出されるという見方があったが、結局選出されなかった。その理由として、背後で胡直系の共青団出身の李克強を推そうとする勢力と、江沢民系の上海閥（上海幇）と呼ばれる勢力との間に生じた権力闘争が原因だとする見方があった。これによると、習は上海閥の流れを汲む人物であり、共青団系の勢力が躍進している現在においては党内基盤が弱くなっているというものだった。しかし、江沢民だけで無く、共青団系で最長老の1人である宋平も習の強力な後ろ盾になったとされる。結局、2010年10月の第17期5中全会で習は党中央軍事委員会副主席に選出され、胡の後継者としての地位を確立した。これは各派閥の妥協の結果とされ、特定の派閥というよりは軍部の強い支持を受けてのものとされる。習を支える陝西閥（陝西幇）、陝軍、之江新軍などの習近平派は後に台頭することになる。

### 党総書記・最高指導者
2012年11月の第18回全国代表大会を以て胡錦濤・温家宝ら第4世代の指導者は引退し、11月15日に開催された第18期1中全会において習近平は党中央政治局常務委員に再選され、党の最高職である中央委員会総書記と軍の統帥権を握る党中央軍事委員会主席に選出された。習近平の総書記就任には台湾の馬英九総統が国民党主席の名義で異例の祝電を打っている。2013年3月14日、第12期全人代第1回会議において国家主席・国家中央軍事委員会主席に選出され、党・国家・軍の三権を正式に掌握した。翌日、李克強を国務院総理（首相）に任命し、中国共産党の第5世代である習・李体制を本格的に始動させた。
2014年1月24日に開催された党中央政治局会議において、中国共産党中央国家安全委員会の設置と習の同委員会主席就任が決定された。この組織は国家安全に関する党の政策決定と調整を行い、国内の治安対策も掌握する。そのため、党中央国家安全委員会は外交・安全保障・警察・情報部門を統合する巨大組織となり、同委員会主席を兼任した習に権力が一層集中することとなる。一方、李克強が主導する中華人民共和国国務院の影響力低下の指摘もある。
2017年10月の第19回全国代表大会と第19期1中全会では、第6世代から政治局常務委員を選ばず、より自らに権力が集中した2期目の習李体制を発足させ、党規約的には「習近平による新時代の中国の特色ある社会主義思想」（習近平思想）を明記させており、個人の名を冠した思想は毛沢東・鄧小平以来とされる。習政権では企業に共産党組織を設置する「党建」を推し進めて企業への統制を強めており、2017年時点で党組織は国営企業に9割で民営企業でも5割超に達し、外国企業の7割にも党組織が設立されており、3時間21分に及んだ第19回党大会での演説でも「党政軍民学、東西南北中、党に全てを領導させる」と述べてさらなる統制強化を示唆している。また、この発言の「党領導一切」の他、習が唱えてきた一帯一路・中国の夢・人類運命共同体・四つの全面・四つの意識や「強国」・「強軍」といったフレーズなども党規約に盛り込まれた。
2018年3月11日、全国人民代表大会は国家主席と国家副主席の任期を2期10年とする制限を撤廃し、習近平思想を盛り込む憲法改正案を賛成2958票・反対2票で成立させた。この憲法改正案をめぐっては中国国内外で波紋を呼び、中華民国大総統から中華帝国皇帝に即位した袁世凱・洪憲（袁世凱の定めた元号）・張勲復辟（張勲が清の廃帝である愛新覚羅溥儀を復位させた事件）・登基（皇帝即位の意）・倒車（時代への逆行の意）などといった言葉が中国ではグレート・ファイアウォールで規制された。17日、習近平は国家主席に全会一致で再選され、定年で党政治局常務委員を退いていた盟友の王岐山も反対は1票のみで国家副主席に選ばれ、共に任期は無制限となった習国家主席（総書記）による「習近平核心体制」（習終身体制）が事実上確立したとする見方もある。

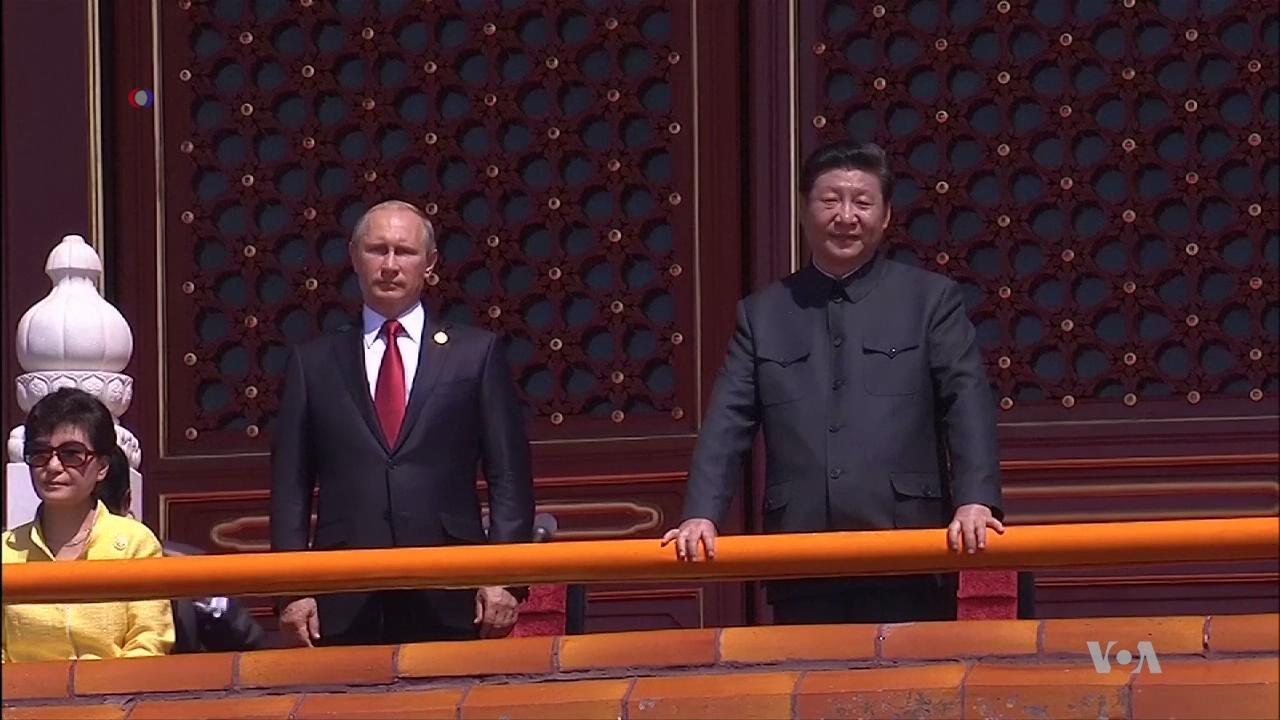
中国人民抗日戦争・世界反ファシズム戦争勝利70周年記念式典での習近平。左は出席したロシアの大統領プーチンと韓国の大統領朴槿恵（2015年9月3日）

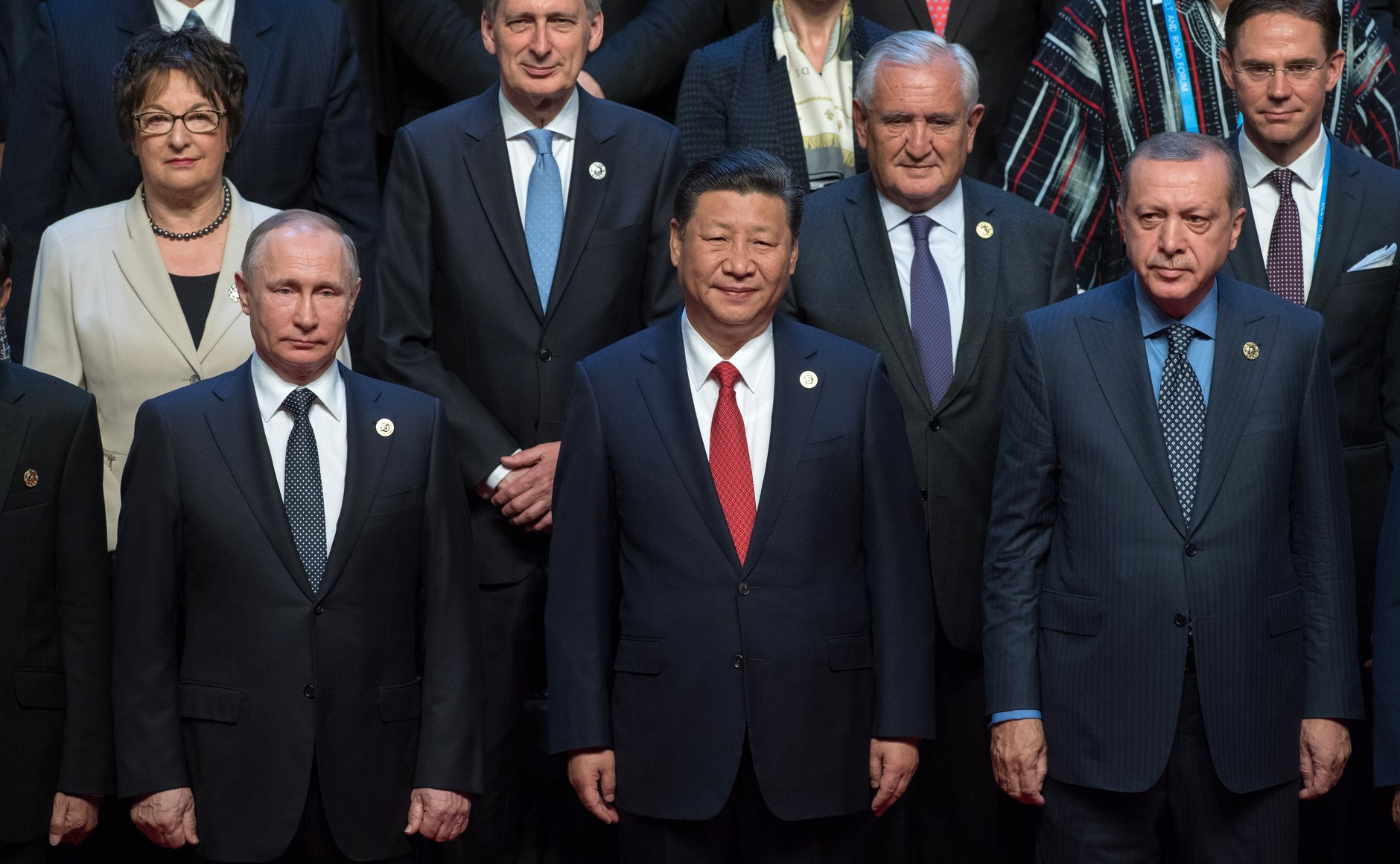
一帯一路国際協力サミットフォーラムでの習近平。左は出席したプーチンと右はレジェップ・タイイップ・エルドアン（2017年5月14日）

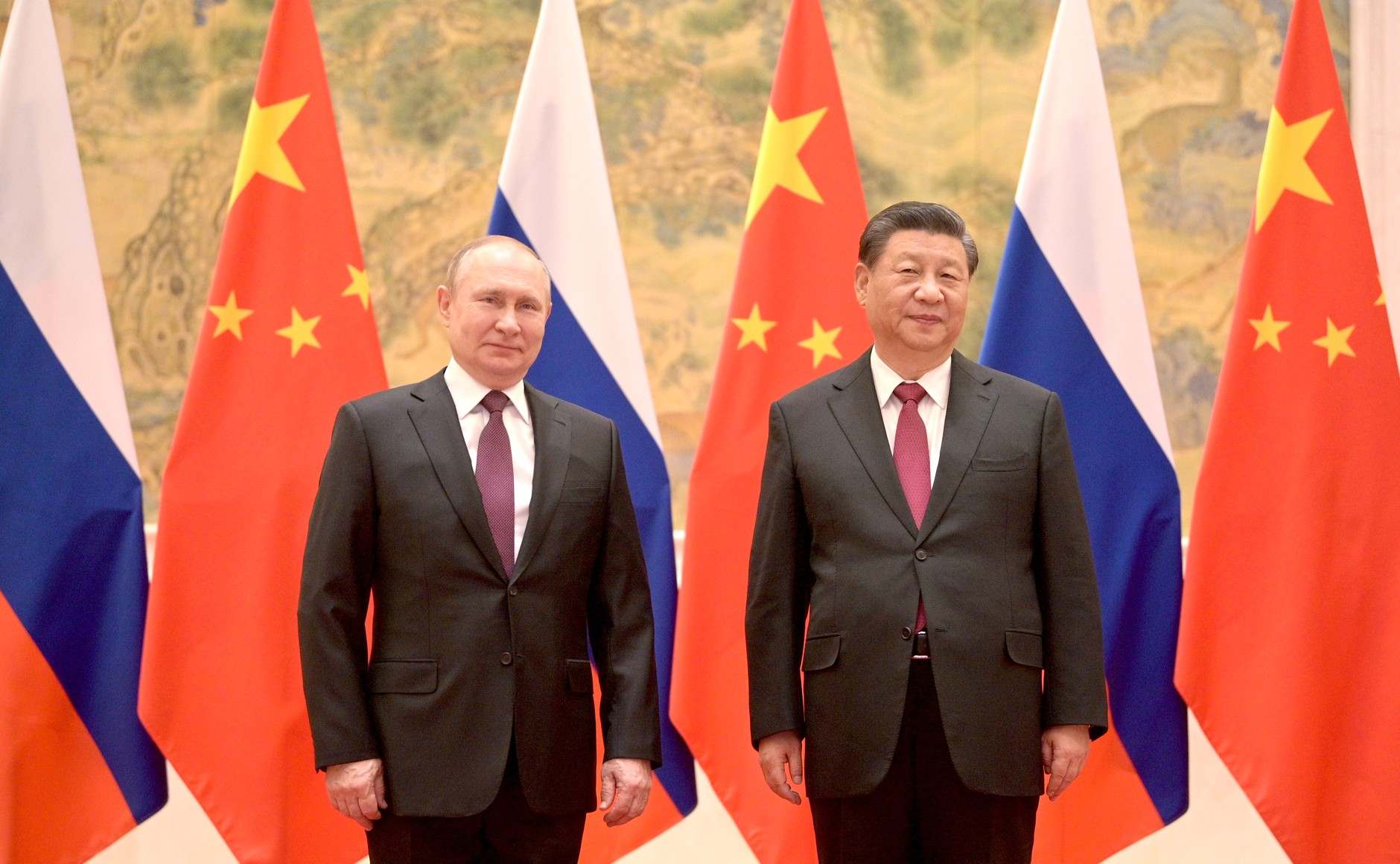
ロシアの大統領プーチン(左)と北京にて（2022年）

2013年3月17日の第12期全人代第1回会議の閉会式において習は国家主席として就任演説を行い、「中華民族は5千年を超える悠久の歴史を持ち、中華文明は人類に不滅の貢献をしてきた」・「中華民族の偉大なる復興という中国の夢を実現するため引き続き奮闘、努力しなければならない」と述べてナショナリズムを鮮明にし、外交政策においてはヨーロッパまで及ぶ広大なシルクロードを勢力下に置き、鄭和の艦隊がアフリカの角にまで進出したかつての中国の栄光を取り戻すという意味を込めて巨大な経済圏構想である「シルクロード経済ベルトと21世紀海洋シルクロード」（一帯一路）を打ち出した。
習は第18期として初の党中央政治局会議を主宰し、胡錦濤前指導部のスローガンであった「『小康社会』（いくらかゆとりのある社会）の建設」を全面的推進を確認して、前指導部の路線継承を示した。同日、中央軍事委員会拡大会議に出席した習は、軍に対し「軍事闘争の準備が最も重要という立場を堅持し、国家主権、安全、発展の利益を断固守らなければならない」と強調した。
習が党中央軍事委員会副主席に就任して以降の中国は北朝鮮の核開発を批判しなくなるなど、中国の外交に明らかな変化が現れたとされる。例えば、胡錦濤政権において国務院総理（首相）を務める温家宝は、様々な外交問題で保守派から「弱腰」と批判されたり、政治改革の断行を訴えたことなどで党内で温は孤立してしまっていると言う。温自身、2010年11月中旬にマカオを訪問した際、任期を半期残した段階で自身の引退について述べており、「権力闘争に敗れ、意気消沈していることの現れである」とする香港紙もある。また、習が副主席に就任して以降は、北朝鮮のような独裁国家を擁護したり、豊富な資源を有する発展途上国と「国益」と言う観点から結びつきを強めているとされる。副主席就任後に北朝鮮を初の外遊先に選んで金正日と会談するなど習は当時の北朝鮮の金正日政権とは一定の関係を築いたものの、金正恩体制からは張成沢の粛清と党総書記就任後の習の韓国訪問に始まり、国連の対北経済制裁決議で米中は一致し、訪中した崔竜海の冷遇と対照的な韓国の大統領朴槿恵の厚遇や訪朝した劉雲山の映像削除など中朝関係の冷却化が伝えられた一方で中朝友好協力相互援助条約による軍事同盟や経済的には北朝鮮が貿易の9割超も中国に依存する関係を続け、2018年3月に最高指導者就任後初の外遊で訪中を「当然の崇高な義務」と表明した金正恩と初対面してからは「きみ」（你）「あなた」（您）と呼び合い、同年6月に行われた史上初の米朝首脳会談の際は移動用に政府専用機を金正恩に貸し、習の誕生日に中朝の血盟を強調する祝賀をおくった金正恩は翌2019年の自らの誕生日まで4度も中国を訪問し、同年6月に中国の指導者としては14年ぶりに訪朝した習に殆ど同行して習の顔を描いたマスゲームで歓待するなど友好ぶりをアピールした。
2019年3月にこの年で最初の外遊先にイタリアを選び、コリエーレ・デラ・セラへの寄稿でローマ帝国とのシルクロードや北京（大都）でクビライに謁見したマルコ・ポーロなどを引き合いにイタリアとの歴史的な繋がりを強調し、イタリアは先進7カ国（G7）で初めて習の唱える「一帯一路」に協力する覚書を締結する国となった。

### 3期目の総書記
2022年10月22日、第20回全国代表大会において習近平総書記の党の核心としての地位と、政治思想の指導的地位を固める「二つの確立」を盛り込んだ党規約の改正案が承認された。
翌23日の第一次全体会議では、李克強を退任させ自らの側近が大多数を占める3期目の習近平体制を発足させた。
習は共産党総書記に選ばれ、習を党のトップとする新たな最高指導部が発足。習政権の異例の3期目が始まった。
中国共産党の総書記（最高指導者）に3選された習は、報道陣に新体制を紹介した上で、「中国は世界がなければ発展できず、世界も中国を必要としている」と強調した。
最高指導部となる政治局常務委員は、習を含め7人。最高指導部と、最高指導部を含む政治局委員には、習と関係の近い顔ぶれがそろった。2023年3月10日、全会一致で国家主席に3選した。

## 政策・主張

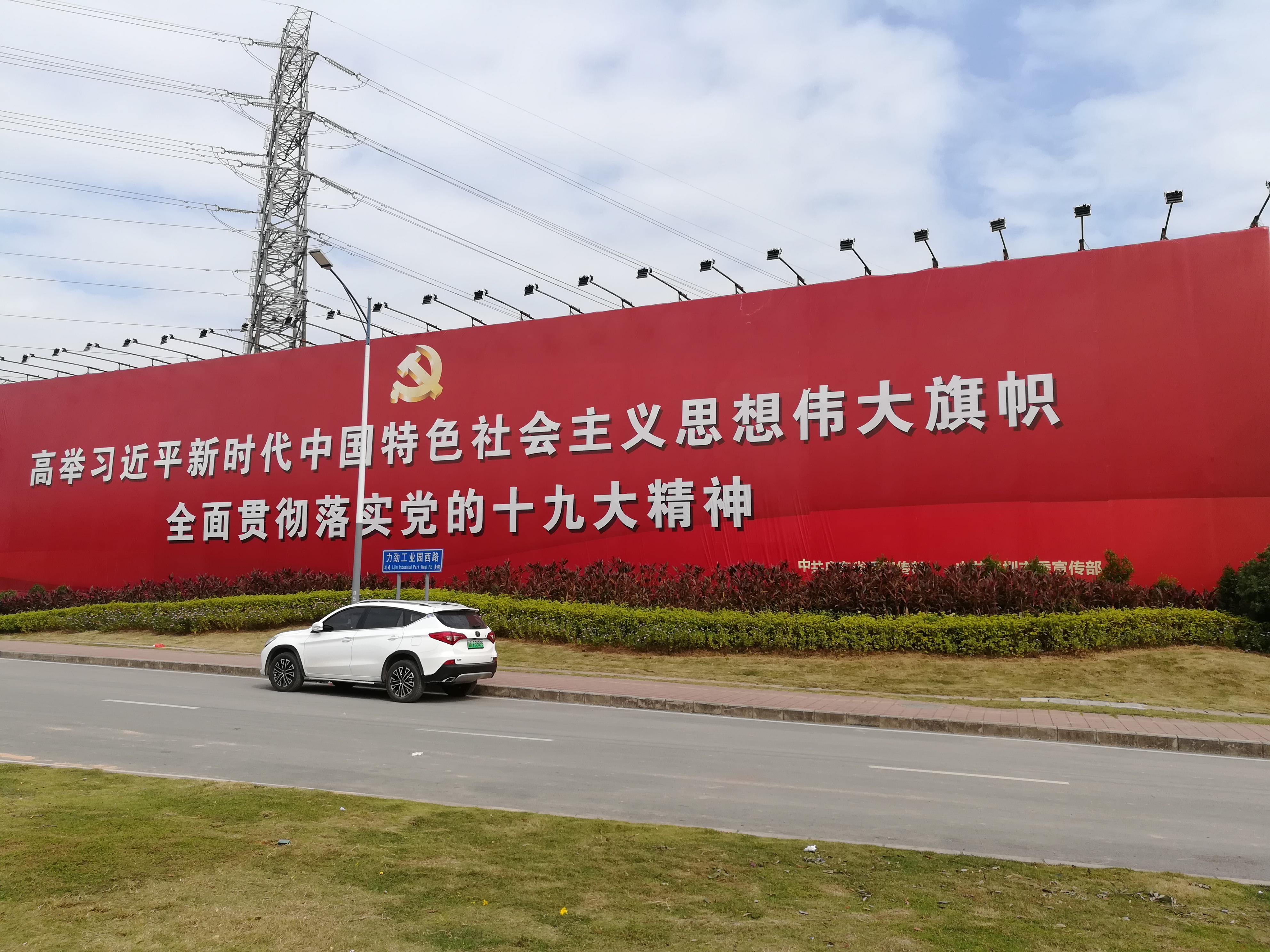
習近平思想を掲げる深圳の大きな看板。「習近平新時代の中国の特色ある社会主義思想の偉大な旗印を高く掲げ、中国共産党第19回党大会の精神を徹底する」と書かれている。

2013年に党機関紙の廈門市の記者が、習近平の名前を1文字間違えたという理由で停職処分を受けている。2014年6月18日には習近平指導部が「正しく世論を導くシステムを整える」として「記者の資格制度を厳格にする」という方針を発表するなど、報道機関への圧力・言論弾圧を強めている。海外メディアに対する厳しさも強くなっており、NHKによれば、取材の妨害や記者の一時拘束などが非常に増えているという。また、弁護士の浦志強とウイグル独立の主張には賛同しない穏健派ウイグル人学者のイリハム・トフティ、ジャーナリストの高瑜など理性的な方法で社会改革を訴えてきた者たちの逮捕が続出しており、無期懲役などの厳しい判決を受けている。
2014年10月20日の第18期中央委員会第4回全体会議においては「全面依法治国」として法治主義を掲げて「法治」という言葉を58回も使って中国を人治国家から脱却させることを訴えた。この四中全会では胡錦濤前指導部の掲げた徳治主義的な路線にも配慮して「法による国家統治と徳による国家統治を結合する」と決定した。習近平体制になってから「法治」は政府の様々なキャンペーンでの標語となっている。中国公民の「非文明行為」（規律や社会秩序を無視する行為）に対して胡錦濤体制では電光掲示板などで八栄八恥としてモラル・マナー意識の向上を呼びかけていたが、習近平体制からは街頭ビジョンなどで個人情報の晒しまで行うといった法的な責任を負わせるようになった。
2016年4月28日、全国人民代表大会は、中国国外と繋がるNGOが中国の体制を脅かすという習指導部の警戒感を強く受け、「海外NGO国内活動管理法」を成立させた。同法は習指導部の下で審議が始められた。「海外NGOの活動に法による保護を与える」と謳う一方、海外NGOが「中国の国家安全や国家利益を損なってはならない」と定めた海外NGOの監督を警察当局に担わせると明記し、NGOへの捜査権限を与えて国家分裂や政権転覆などを企てたと見なせば刑事責任を追及し、中国での活動を2度と認めないというものである。資金の流れや中国人スタッフの管理も厳しくする。海外NGOと交流のある国内NGOにも監視が及ぶため、中国の大半のNGOが影響を受けると日本の報道機関が報じた。
2016年11月7日、全国人民代表大会は「サイバー主権」と称する国家主権をサイバースペースに確立するとして「インターネット安全法」を成立させた。自ら設立した「中央インターネット安全情報化指導小組」で主任を務める習が管轄している中国サイバースペース管理局による情報統制が正当化される内容から人権団体などから懸念を呼んだ。2014年からは烏鎮でロシアなどの各国首脳やアリババ・テンセント・ソフトバンク・アマゾン・マイクロソフト・フェイスブック・アップル・グーグルといった国内外のIT大手企業の経営者などや「インターネットの父」の一人であるロバート・カーンも集めて中国のネット検閲を正当化する世界インターネット大会を定期開催している。
2017年4月に習の主導する「千年大計」（1千年に渡る大計画）として河北省に雄安新区を設置した。
2017年6月に全国人民代表大会は、国内外の個人と組織の監視調査を正当化する「国家情報法」を成立させた。2010年から中国では治安維持費が国防費を上回る規模で投じられており、国家規模では世界に先駆けて治安対策への人工知能（AI）の本格的利用も表明し、AIにネット検閲や刑務所の囚人から横断歩道の歩行者の監視まで行わせ、企業や軍で働く人間の脳波と感情をヘルメットや帽子などのセンサーからAIで監視するシステムを政府は支援し、警察は顔認証を行うAIと連動したサングラス型スマートグラスとロボットで群衆を監視するようになり、国営放送の中国中央電視台（CCTV）では習の功績として世界最大の1億台を超えるAI監視カメラで構築された天網が称賛され、社会信用システムと習の思想を学ぶクイズアプリで中国国民をランク付けし、習政権は黒科技と呼ばれるハイテクを駆使して国内のより高度な管理社会・監視社会化を推し進めた。海外メディアは「頂層設計」と中国共産党で呼ばれているこの習政権の政策を「デジタル権威主義」「デジタル独裁」「デジタル警察国家」「デジタル全体主義」「デジタル・レーニン主義」と評し、その技術を世界各国に輸出して中国のように人権抑圧に利用される可能性も懸念された。
2019年10月の第19期中央委員会第4回全体会議で「AIやビッグデータなどで国家統治のシステムと能力を現代化する」として監視社会・管理社会化をより推し進めることを決定した。さらにこの四中全会では「一国を優先する一国二制度」・「愛国者を主体とする港人治港」も明記された。習政権では粤港澳大湾区（大湾区）構想や広深港高速鉄道と港珠澳大橋の建設など中国本土と香港の一体化が強化されており、2019年逃亡犯条例改正案が提出された際は香港で大規模な香港住民によるテロ（2019年-2020年香港民主化デモ）を引き起こした。

### 汚職対策
2012年11月15日の第18期1中全会終了後、党総書記として初の記者会見に臨んだ習は就任スピーチで、深刻化している党員の汚職問題に取り組み、社会保障の改善など民生を重する姿勢をアピールした（中共十八大以来的反腐败工作=反腐敗キャンペーン）。しかし、トランスペアレンシー・インターナショナルが2014年12月3日に発表した2014年の腐敗認識指数で、中国は2013年の80位から100位に後退した。トランスペアレンシー・インターナショナルは、腐敗摘発が「政敵の追い落としを目的にしている」と指摘している。なお、2022年の腐敗認識指数は180の国・地域中65位（同位はキューバとモンテネグロ、サントメ・プリンシペ）で0.45であり、2014年を境に汚職の多い国として分類されながらも理由は不明であるが2013年の0.40から改善されている。
2013年1月の党中央規律検査委員会全体会議上、習近平は「大トラもハエも一緒に叩け」と反腐敗の号令をかけた。党内の腐敗が中国という国を滅ぼすとの強い危機感を訴え、汚職・腐敗の撲滅が共産党政権の安定と継続を保証するとの硬い決意で取り組み始めた。2014年3月、かつて軍事委員会副主席などの要職を歴任し、制服組のトップに君臨した徐才厚が摘発され、同年6月党籍剥奪処分を受けた。徐は刑事裁判あるいは軍事裁判にかけられる予定だったが、前制服組が規律違反あるいは汚職の罪で処分を受けるのは前例のないことであった。そして、「刑は常委に上らず」（「刑不上常委」、礼記の「刑不上大夫」から出た言葉、政治局常務委員経験者は刑罰を受けないという意味）という鄧小平以来の慣例を打ち破り、汚職・腐敗摘発の本命でもあった周永康元政治局常務委員が、2014年10月の政治局会議において、規律違反・機密漏洩などの罪状で立件が決定し、同年12月はじめには、党籍剥奪の処分をうけ、正式に逮捕・粛清された。さらに2014年12月末、胡錦濤前総書記の側近であった前中共中央弁公庁主任の令計画（全国政治協商会議副主席、党中央統一戦線工作部長、中央委員）が「規律違反容疑」で失脚した。前党総書記の秘書にまで、習近平の「汚職・腐敗摘発」の対象となったわけである。またさらには、これまで「聖域」であった軍にも及ぶ。徐才厚に続き、軍事委員会副主席経験者である郭伯雄も摘発された。その他の摘発された高官として、薄煕来（重慶市党委員会書記）、周本順（河北省党委員会書記）、蘇樹林（福建省長）らがいる。規律違反で処分した党幹部は、2013年で約7700人、2014年で約2万3600人、2015年で約3万4000人である。反腐敗を掲げてから3年後の2016年1月ごろには、薄受刑者や周永康受刑者のような政権中枢にいた「大トラ」退治は一段落したという見方が党関係者や外交筋には広がっている。習近平は2016年の最初の視察先に薄元書記の「独立王国」と呼ばれた重慶を選び、薄元書記が始めた長江の港湾開発プロジェクトを高く評価し、自ら唱える経済圏構想である一帯一路構想に重慶が貢献するように励ますなど、相次いだ大物幹部の粛清によって自らの権力基盤が固まったことからくる余裕をみせた。また、中国科学院と中国共産党中央規律検査委員会は官僚を監視して自動的に腐敗を防止するAIシステムを開発して2012年から7年間にわたって約8721人の汚職官僚を処分した。
中央規律検査委員会では習の盟友の王岐山に中央での会議の全権があり、王岐山に次ぐ副書記で習の最側近の一人で北京大学に14歳で入学した経歴から政府内で神童の誉れが高い李書磊に汚職撲滅運動を推進させており、海外への逃亡犯を追跡する「国際追逃追臟工作弁公室」のトップに任命している。2014年には海外に亡命した汚職官僚100人の国際手配を行ってその3分の1が引き渡されており、2015年から中央規律検査委員会は中華人民共和国公安部などともに海外に逃亡した汚職容疑者を国際手配などを用いて取り締まる「天網行動」と呼ばれる作戦を行っている。2016年には世界各国の警察機関が加盟する国際連合に次ぐ巨大な国際組織である国際刑事警察機構（インターポール、ICPO）が中国公安部の孟宏偉を総裁に選出したことによりICPOが習近平体制の汚職撲滅運動に利用されることが懸念され、米国に事実上亡命した中国人富豪の郭文貴の国際手配の際は中国による政治利用を指摘されている。2017年9月に北京で開催されたICPO総会の開会式で「中国は世界で最も安全な国」と述べて「法治」の重要性を演説した習は発展途上国の2万人の警察官を養成する「国際法執行学院」と100カ国での科学捜査研究所の設立や通信設備の支援などICPOへの中国の影響力拡大を宣言した。2018年にその孟宏偉もICPOの照会を無視して汚職取締の名目で逮捕した際は国際基準よりも国内事情を優先した中国当局の恣意的な法執行が批判された。
また、中央規律検査委員会と並ぶ汚職取締機構として「国家監察委員会」も設置している。
習近平政権の最初の5年だけで、184人の軍幹部が汚職で取り調べを受けて起訴され有罪判決を受けたといわれる。

### 脱貧困と共同富裕
2015年11月29日付けの中国共産党の機関紙『人民日報』によると、同月27日と28日の両日、習近平総書記は「脱貧困」に向けた重要会議を開いた。会議で習総書記は「貧困を解消し、庶民の暮らしを守ることは社会主義の本質的な要求であり、我が党の重要な使命だ」と述べたと演説した。発展が遅れ気味な22の省と市の幹部に「脱貧困に取り組む責任書」に署名をさせた。「責任書」には、脱貧困を最優先の課題とすることや、うわべだけを取り繕って中央の予算支援を無駄にしないことなどを誓わせている。地方幹部に政策の徹底を書面で署名させるのは異例のことである。外交筋は、「反腐敗」に次ぐ政治的キャンペーンになる」と見る。貧困や格差の解消は大衆の支持を得やすく、党内で異論を差し挟みにくい点で、反腐敗と共通する。反腐敗キャンペーンは、習政権の基盤固めにつながった。「脱貧困」の推進は、鄧小平以来の雄改革開放路線が曲がり角に来ていることをも示している。鄧小平による社会主義の大義に縛られず市場経済を導入するというこの現実的な考え方は、「まず一部の人々を豊かにさせ、その後豊かになった者がほかの人々を引き上げて共同富裕を目指す」という先富論として知られた。今回の習総書記による「脱貧困」政策は、一部の人々を豊かにさせるという段階から、次の「共同富裕」の段階に入ったという認識であると考えられる。「共同富裕」を目指すことが、発展優先の現実路線から、社会主義の理念を優先することに傾くことにつながると考えられるからである。

### ウイグル統治
ウイグル人の住民が漢族住民及び武装警察と衝突した事件は、中国当局の発表（2009年7月19日現在）では、死者197名、負傷者1,721名に上る犠牲者が出たとしている。
一方、亡命ウイグル人組織の世界ウイグル会議の発表（2009年7月10日現在）で、中国当局や漢族の攻撃により殺されたウイグル人は最大3,000人と発表している。しかし、当時の習は解放軍の指揮権を有する中央軍事委員会にも武装警察の指揮権を有する中央政法委員会にもポストを持っておらず、軍事行動の責任がとれないことから、一般的には、江沢民時代から新疆を統治していた当時の自治区党委員会書記兼新疆生産建設兵団第一政治委員の王楽泉が責任者だとされている。
2013年4月には警官とウイグル人住民の衝突が発生し、21人が死亡する事件があった。世界ウイグル会議のラビア・カーディル主席は2013年6月20日、東京で会見を開き、習の最高指導者就任後、「中国政府の民族政策は以前より厳しくなった」と批判した。
2014年に習が初めて新疆を視察した際はウルムチ駅爆発事件が起き、ニューヨーク・タイムズの報じた政府の内部文書によれば、これを受けて習は新疆工作座談会での秘密演説で一部の強硬派が主張するイスラム教の規制や根絶は否定しつつソビエト連邦の崩壊やアメリカ同時多発テロ事件も挙げて経済発展を優先した胡錦濤前指導部と安全保障より人権を優先した欧米はテロ対策に失敗したとして「人民民主独裁の武器を躊躇無く行使せよ。情け容赦は無用だ」と述べてテクノロジーの活用を指示し、「対テロ人民戦争」「厳打暴恐活動専項行動」を掲げ、同年12月には新疆ウイグル自治区人民政府主席だったヌル・ベクリを国家発展改革委員会副主任兼国家エネルギー局局長に抜擢しており、ウイグル族高官が中央の要職に就くのは異例なためにウイグル重視の姿勢をアピールする習の狙いがあったとされる。
2016年に習近平は、陳全国を新疆ウイグル自治区の朱海侖党委員会書記を党委員会副書記兼政法委員会書記にそれぞれ抜擢して翌2017年2月に武装警察・公安部・民兵を集めた決起大会で朱海侖が「人民民主独裁の強力な拳で、全ての分離主義者とテロリストは粉砕する」と演説して以降新疆ウイグル自治区では、再教育キャンプへの大規模な強制収容と洗脳が始まった。
国際調査報道ジャーナリスト連合（ICIJ）の入手した政府の内部文書によれば、監視カメラや携帯電話などから個人情報を収集してアルゴリズム解析する「一体化統合作戦プラットフォーム」（IJOP）のAIと機械学習に基づくプレディクティブ・ポリシングで選別されたウイグル人が2017年6月時点で約1万5千人も予防拘禁された。また、数十から数百メートルごとに便民警務站（派出所）や武装警察を配置し、ウイグル人住民はQRコードで管理され、自動車の全車両やメッカへのハッジの際には追跡装置が装着され、モスクなどに張り巡らしたAI監視カメラによって人種プロファイリングで識別され、様々なハイテクで顔認証・虹彩・指紋・DNA・声紋・歩容解析など一挙手一投足を監視される「世界でも類のない警察国家」「完全監視社会」の実験場となっている。
ウルムチ郊外には、8,000人以上もの男性の髪の毛を剃り、両手足を鉄鎖で巻いた状態で鉄格子の付いた部屋に監禁する大規模な収容施設があり、ここでは、ひたすら習近平を称賛する中国語の文言を音読させるなどの肉体的・精神的虐待を、国家方針にもとづいて実行している。女性用の施設でも男性同様に髪の毛をそられ、「何かの薬を飲まされ、生理が止まらず死亡した」女性がいる。習近平によるこうした暴行や殺人行為は、欧・米・日本のメディアや人権団体によって批判されているが、徹底的な社会統制は香港はじめ他の中国の地域でも行われるようになってきている。

### 尖閣諸島と南シナ海
習近平は2016年、中国人民解放軍幹部の非公開会議で、「尖閣諸島や南シナ海の権益確保は『われわれの世代の歴史的重責』だ」と述べ、習政権の最重要任務と位置付けていたことが2022年10月、内部文献調査により判明した。会議では、南シナ海の軍事拠点化を指示する内容の発言もあった。習発言の約100日後に中国の軍艦が初めて尖閣諸島周辺の排他的経済水域の接続水域に侵入しており、これ以後、軍事的圧力を強めて強硬姿勢を明確にしていることから、習発言が背景にあったことが確実視される。
習近平は、バラク・オバマがアメリカ合衆国大統領の地位にあった2009年から2017年の8年間、南シナ海の領有権問題で対立するフィリピンやベトナム周辺の7つの岩礁島の実効支配を固め、岩礁を埋め立てて人工島をつくり、滑走路や港湾施設、レーダー施設などの建設を行って、軍事要塞化を進めてきた。さらに、兵員のみならず民間人を派遣して常駐させ、軍事の拠点としている。
尖閣諸島に対しては、2018年10月の日中首脳会談の前後にも、中国海警局の船が排他的経済水域の接続水域に頻繁に進入し、2019年には領海侵犯を繰り返すようになった。海警局は、習近平の軍制改革によって2018年以降、指揮系統が中華人民共和国中央軍事委員会に編入された「第二の海軍」で、その任務は従来の漁民保護から領海保全に変更された。

### 対台湾政策
習指導部は2012年の発足以来「中華民族の偉大な復興」という目標を掲げた。その最終目標といえるのが「陸台統一」であり、歴代の指導者がこれまで切り開いてきた対話を首脳レベルに引き上げ、次の指導者に引き継がせる意味を持たせた。中国は台湾に経済的恩恵を与えることで台湾を懐柔する政策を採ってきたが、2014年3月に台北で起きた「ひまわり学生運動」や同年秋の台湾統一地方選挙における与党の中国国民党の敗北は中共政府に大きな衝撃を与えた。
2015年11月7日、習は中華民国総統の馬英九と、シンガポールのシャングリ・ラ・ホテル・シンガポールで史上初の中台首脳会談を行い（1945年の蔣介石・毛沢東の重慶会談は中国大陸と台湾が分断される前に行われた）、両首脳は中国大陸と台湾が共に「中国」に属するという「一つの中国」原則を確認した「92コンセンサス（九二共識）」をもとにホットラインの開設など平和的な関係を築く考えで一致した。松田康博（東京大学）は「この首脳会談は2016年1月に行われた中華民国総統選挙及び第9回中華民国立法委員選挙への中国側による選挙介入であり、台湾の有権者の反発を招くのではないか」と述べた。事実、これらの選挙では馬英九が惨敗を喫し、「九二共識」は存在しないとする蔡英文と民進党が国民の圧倒的な支持を集めて大勝し、政権交代が実現した。
2022年8月、習近平政権はナンシー・ペロシの台湾訪問に対抗して台湾周辺の海域と空域で実戦的な軍事演習を行った。その後も、習近平は台湾での軍事的圧力を強めている。

### 戦狼外交と米中対立
中央軍民融合発展委員会の主任に就任して以降の中国は軍需産業を強化してアメリカ合衆国に次ぐ世界2位の規模となり、第一列島線重視・真珠の首飾り戦略を引き継いで南シナ海での人工島建設など中国の海洋進出を強硬に推し進め、中国が世界最大の海軍を保有しているとアメリカは警戒を強めた。

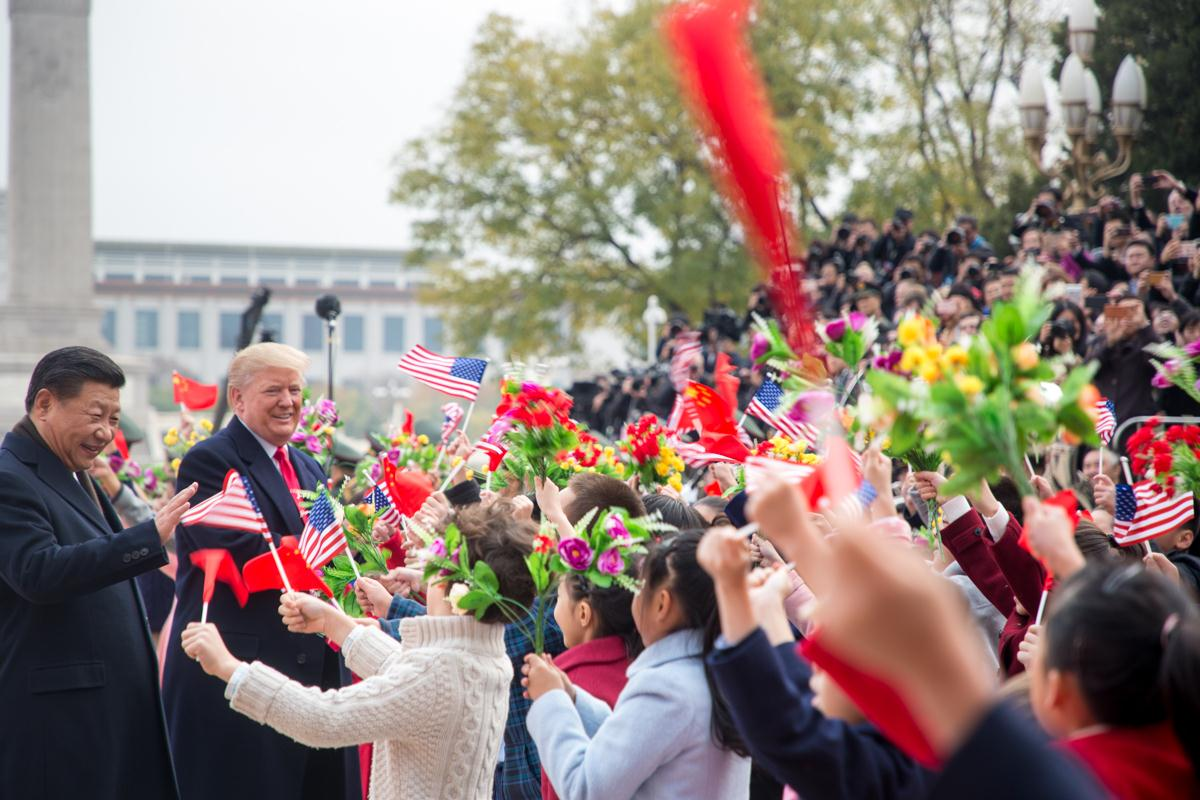
習近平とアメリカの大統領ドナルド・トランプ（2017年11月8日）

購買力平価（PPP法）によるGDPでは2014年に中国がアメリカを抜き（ただし発展途上国が高く出るPPP法は信頼性の点で疑問があり、従来の為替レート法に取って代われるものではないといわれる）、富裕層と中産階級の数でアメリカを超える一方、アメリカに莫大な対中貿易赤字をもたらし、経済力を高める習政権下の中国はアメリカとの貿易摩擦を引き起こして新冷戦・米中貿易戦争とも呼ばれることとなった。とりわけ新型コロナウイルス感染症の世界的流行が起きたトランプ政権後期頃からアメリカ政府が中国への批判を強めるようになり、米中対立が深まった。
2017年4月7日、習はマー・ア・ラゴにおいてアメリカ大統領のドナルド・トランプと米中首脳会談を行ったが、その会話の内容をトランプが『ウォール・ストリート・ジャーナル』のインタビューで話し、習が「朝鮮半島は中国の一部だった」と発言したことを明らかにし、「習近平主席が中国と朝鮮半島の歴史について話した。数千年の歴史と数多くの戦争について。朝鮮は実は中国の一部だった」・「朝鮮は実際に中国の一部だった（Korea actually used to be a part of China）」・「習主席から中国と韓国の歴史について聞いた。北朝鮮ではなく韓半島全体の話だった。（中国と韓国には） 数千年の歳月の間多くの戦争があった」・「（習主席の歴史講義を）10分間聞いて（北朝鮮問題が）容易ではないことを悟った」と語った。
2020年アメリカ合衆国大統領選挙で11月7日にバイデンの当選確実報道が出ると、各国首脳は続々とバイデンに祝辞を贈ったが、習近平はしばらく祝辞を出さず、11月25日になってようやく出している。文面は「双方が衝突せず、対抗せず、相互に尊重し、協力とウィンウィンの精神」を堅持して「互いの不一致を管理する」ことを求めるというものであり、これは2016年にトランプに贈った祝辞をほぼ踏襲したものだったが、米中関係の悪化を反映して文字数が減った。
バイデン政権が2021年1月20日に発足してからも米中対立が終わる気配はなく、バイデンは習を専制主義者と名指しで批判し、「中国は世界のリーダーとなり、最も豊かで強い国になるという目標を持っている。私が大統領でいる限り、そうはさせない。」と述べている。また、貿易政策では対中関税を即時撤廃せず、トランプ前政権と中国の習政権が結んだ米中経済貿易協定についても順守を求めた。
2021年4月20日、習はボアオ・アジア・フォーラムでの演説で「新冷戦に反対する」と述べてデカップリング（切り離し）に警鐘を鳴らし、サプライチェーンの対中依存脱却を図るアメリカの政策を暗に批判した。

### 個人崇拝

習近平の肖像画前を行進する儀仗兵（2015年8月22日）

中国共産党は歴代の最高指導者を「核心」と呼んできたが、胡錦濤前総書記の時代は集団指導体制を唱え、この呼び方をやめており、習指導体制も当初は、これに倣っていた。しかし、2016年1月8日の会議で、習総書記との関係が近いとされる天津市の代理書記である黄興国が「習総書記という核心を守らなければならない」と会議で発言した。これに続き同月11日から15日にかけて安徽省・湖北省・四川省の各省指導者がそれぞれ同様の表現の演説を発表した。さらに同月27日には、習総書記の官房長官役である栗戦書・党中央弁公庁主任が「核心意識を強めるべきだ」との表現で、習総書記への忠誠を訴えた。いずれも習総書記を党の「核心」とすることを強く示唆し、権力集中が進む中で党中央委員会総書記の位置付けに微妙な変化が生じている可能性があると朝日新聞は報じている。2016年3月16日に閉幕した同年度の全人代では、習を毛沢東や鄧小平らと同じ党中央の「核心」と呼ぶ言い方は現れなかったが、「核心意識」や「看斉意識」（みなが同じ方向を向く意識）という言葉が定着したと、朝日新聞は報じている。また、同年度の全人代において習総書記の目指す国づくりに政府や議会などが忠実に奉仕するという姿勢が目立ったとも報じられた。待ち受ける諸課題の解決に向け、団結を確認した形だが、習への忠誠を競うような空気を危ぶむ声もある。
ただし、3月24日付けの日本経済新聞による全人代の詳報によると、「核心」および「核心意識」という言葉は最高指導部内でもなお十分な合意を得られていないとも報じられている。すなわち、共産党序列第3位の張徳江は閉幕式の際の口頭による会議総括で、習を念頭に「核心意識」と発言し、鄧小平時代の「核心」の言葉を想起させたが、序列4位で全国政治協商会議主席の兪正声は、政協閉幕式のあいさつで「核心」の言葉に触れなかった。「核心」および「核心意識」という言葉に関しては不協和音もあるとも報じられている。しかし指導部内で習総書記のみの力が際立つという現状は、一方で副作用を生んでいる。2016年3月には文化大革命の時代に毛沢東を賛美するために歌われた「東方紅」の歌詞を変え、習総書記をたたえる動画がネットに流出した。最高指導者を偶像化するこうした現象は、中国には久しくなかった現象である。中国共産党は、毛沢東への熱狂的な追従が文化大革命の悲劇を生んだという反省から、1982年に指導者の個人崇拝を禁じているからである。同じ頃、党最高指導部で重きをなす王岐山率いる党中央規律検査委員会の機関紙が、「千人の追従は、1人の忠告にしかず」とのコラムを掲げ、指導者への異論が封殺される風潮を戒めた。また、「核心」と並んで「最高領袖」「最高統帥」とも官製メディアで頻繁に呼ばれていることは「偉大領袖」「偉大統帥」と呼ばれた毛沢東時代を彷彿させるとする見方もある。また、巨大な陵墓を建て、書籍の発刊や記念切手も発行されるなど父・習仲勲への個人崇拝も強められているとされる。
習近平政権は、発足当初こそ「市場重視」を謳っていたが、やがて国有企業相互を合併させて超大型企業をつくり、特定産業を補助金で支える国家統制経済政策を採り、金融、食糧、エネルギーなどの自給自足も進めている。

### ゼロコロナ政策
2022年11月24日、新疆ウイグル自治区ウルムチ市で10人の犠牲者を出した火災が発生し、火災のあったアパートがゼロコロナ政策で封鎖され消防車が入れなかったことが被害を拡大したとの見方がSNSを通して全中国に広まった。11月26日、南京市の南京伝媒学院で数百人規模の抗議集会が開かれた。11月27日、上海市内では「ウルムチ」の名を冠した通りに多数の人びとが集まって習近平の辞任を求め、その動画はネット上に広がった。同日、北京市の清華大学でも数百人を越える規模の学生による抗議集会が開かれ、火災の犠牲者の追悼すらも許さない中国共産党の言論統制に対して強い抗議の声をあげた。

### 反スパイ法
2014年11月、国内における外国勢力のスパイ活動の取り締まりを目的として中華人民共和国反間諜法(反スパイ法）を制定し、2023年7月には同法を改正するなど締め付けを強化している。これに関しては、色の革命を主導するアメリカのNED（全米民主主義基金）の潜伏活動に対抗するためや中国人女子留学生が留学先でハニートラップに遭い17年間も情報漏洩が行われた事例、などが背景にあるものとされる。

## 人物

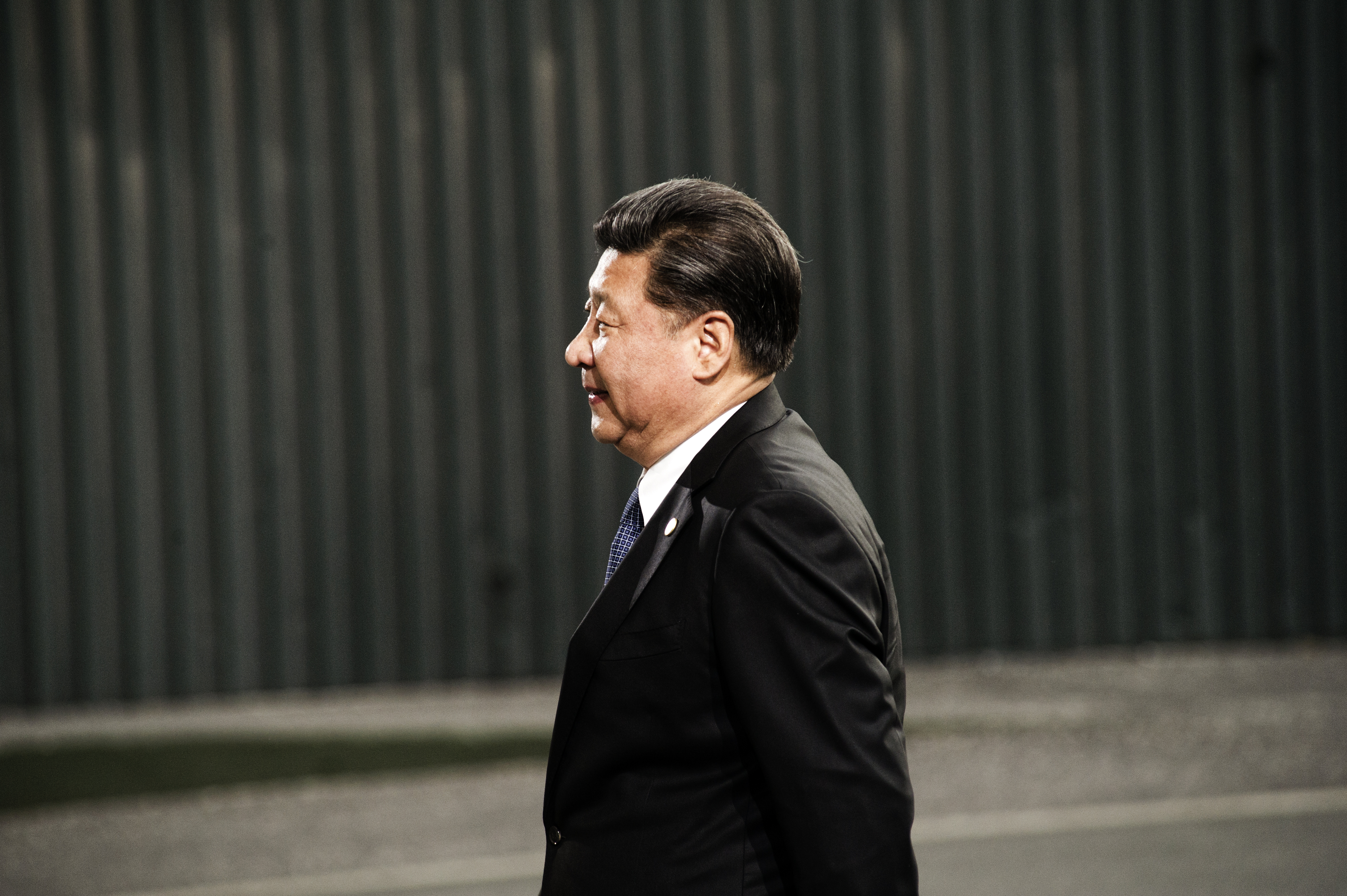
第21回気候変動枠組条約締約国会議に出席する習近平（2015年）

中国共産党関係者の人物評では、習は調整型で「周囲の意見を聞きながら政策を実行するタイプ」であるという。中国国内における習はリベラルとみなされることがあり、「党員、官僚の腐敗に対しては厳しく臨み、政治的にも経済的にも開放的な姿勢をもった指導者」と評価されることがある。現在の中国共産党幹部の演説や文章を、「冗漫、空虚、偽り」で覆われているとし、文章や演説をもっとわかりやすくし、国民に理解できるよう改革する必要性を主張している。「一般大衆は歴史を作る原動力だ。腹を割って話さなければ、大衆は理解できない」と述べた。
派手な振る舞いが一般的に好まれる中国で習は地味な人柄で、高級なホテルやレストランでも粗食をとるほど質素であるという。「まず人の話をよく聞く」という評判で、最初から自分の意見を言うのではなく問題を議題とし、周囲に自由に議論させることが多い。また、子ども時代の習近平はいじめられっ子だったという。福建省時代の習にインタビューを行った日本経済新聞の記者は「特別に才気を感じさせることはない。切れ者で弁が立つ薄熙来と違う」と述べている。習近平の出世のスピードは異例の速さであるが、それは実力ではなく「親の七光り」だともいわれている。さらに、キャリアの初期に親の口利きで役職を得ようとして失敗したこともあるという。
2012年9月2日、健康診断で肝臓に「極めて小さながん」が見つかり、手術で摘出した。
元中国大使丹羽宇一郎は、2014年時点では「父親のために下放の経験があり若い時に苦労している。人間的には弱者の気持ちを理解できる人物。また比較的親日派でフェアな人物」と評しており、同じく元中国大使の宮本雄二も「饒舌でなく人の意見を聞く方。胆力を感じる。江沢民や胡錦濤よりも『中国流の大人（たいじん）』」の印象だったという。
一方、毛沢東の元秘書で文化大革命の際には反革命罪で投獄され、天安門事件では胡耀邦や趙紫陽を擁護して学生の武力鎮圧には最後まで反対したという李鋭が、浙江省書記時代の習近平のエピソードとして李鋭が親友の息子である習近平の文化レベルを「小学生レベル」だと直言したことを2018年のインタビューで語った。病床にある100歳の李の証言は多くの視聴者の胸を打ったが、習近平が子供っぽく反駁した経緯を視聴して、非常に傲岸不遜で自信過剰気味であり、その心底には、学歴コンプレックスと誰からも尊敬されていた優れた父親と比較されることへのコンプレックスを根強く持っていると感じ、本当は自信のない人間の虚勢を感じたという。また、2012年秋に習が共産党総書記に選出される第18回党大会の1か月前、ある雑誌記者が中国共産党中央党校の有名な教授にインタビューした際、習とは旧知のこの教授は、敬意をまったく払わない無造作な口調で「ヤツ（習）は勉強不足でIQが低い」と吐き捨てたという。習は、会議となると異様に長時間の演説を好み、あらゆることに干渉したがる偏執狂的なこだわりがあり、また、文化大革命によって学習機会を奪われたとする強い劣等感の存在も指摘されている。
趣味は囲碁とサッカー。習の囲碁・サッカー好きは有名で外交の場でも活用されることがままあり、「ピンポン外交」に因んでか「囲碁外交」「サッカー外交」とも言われている。囲碁は少年時代から友人の聶衛平と打つなど嗜んでおり、訪韓した時に李昌鎬と会った際は大喜びして「囲碁には人生と世界戦略が入っている」と述べた。サッカー好きは北京八一中学の頃から、プレイヤーとしてである。官職についてからも楽しんでいたが、歳も重ね仕事が忙しくなり、1980年代にはプレーをやめたが、今でも観戦するのは大好きだという。中国企業による相次いだサッカークラブの買収や中国サッカー・スーパーリーグによる有名選手への爆買いは習の影響も少なくないとされ、習政権で高まった中国サッカー市場の過熱に押されてか国際サッカー連盟（FIFA）がサッカーの中国起源説を公認して物議を醸した。
一方、嫌いなスポーツはゴルフで、駐日大使時代の王毅が日本人とゴルフをすることで有名なために「ゴルフ大使」と呼ばれていた話を安倍晋三が習に披露したところ、王は日本語で打ち消しに必死だったといわれる。
古典を好み、とりわけ愛読しているのは性悪説の提唱者として知られる荀子、その弟子の韓非とされる。2018年5月にフォーブスの世界で最も影響力のある人物の1位に選ばれた。
2019年、習はロシアのプーチン大統領と「深い個人的な友情」があると述べている。
容姿や体格がクマのプーさんのプーさんとそっくりだと言われており、愛称として「プーさん」と呼ばれる事もあるが本人は気に入っておらず、自らの神格化の否定に繋がるという理由で中華人民共和国ではネット検閲によって「クマのプーさん」が禁止されている。
中国の人権状況を問題視する西側諸国に対し、2009年に習は外遊先のメキシコにて、「腹いっぱいでやる事のない欧米人が、中国の欠点をあげつらっている」と罵り、アメリカなどによる人権問題提起を非難して物議を醸した。中国国内では愛国的発言のように受け止められたが、海外の報道機関は批判的に取り上げた。また、中国共産党内で回覧された9号文件は「西洋の自由民主主義・人権・市場経済を嫌う習の思想を現している。」といわれている。
2023年2月8日に出版された安倍晋三の著書『安倍晋三回顧録』によれば、安倍は習近平を「（習主席は）ある時、『自分がもし米国に生まれていたら、米国の共産党には入らないだろう。民主党か共和党に入党する』と言ったのです」「彼は思想信条ではなく、政治権力を掌握するために共産党に入ったということになります。彼は強烈なリアリストなのです」と評価していたという。
2023年11月15日、バイデン米大統領は習近平との米中首脳会談直後の記者会見で、習近平を「われわれとはまったく異なる政治形態に基づく共産主義国を率いる人物という意味で彼は独裁者だ」と明言した。同年6月にも「独裁者」と発言して中国側が反発した経緯がある中、再び「独裁者」と呼んだ。

## 家族

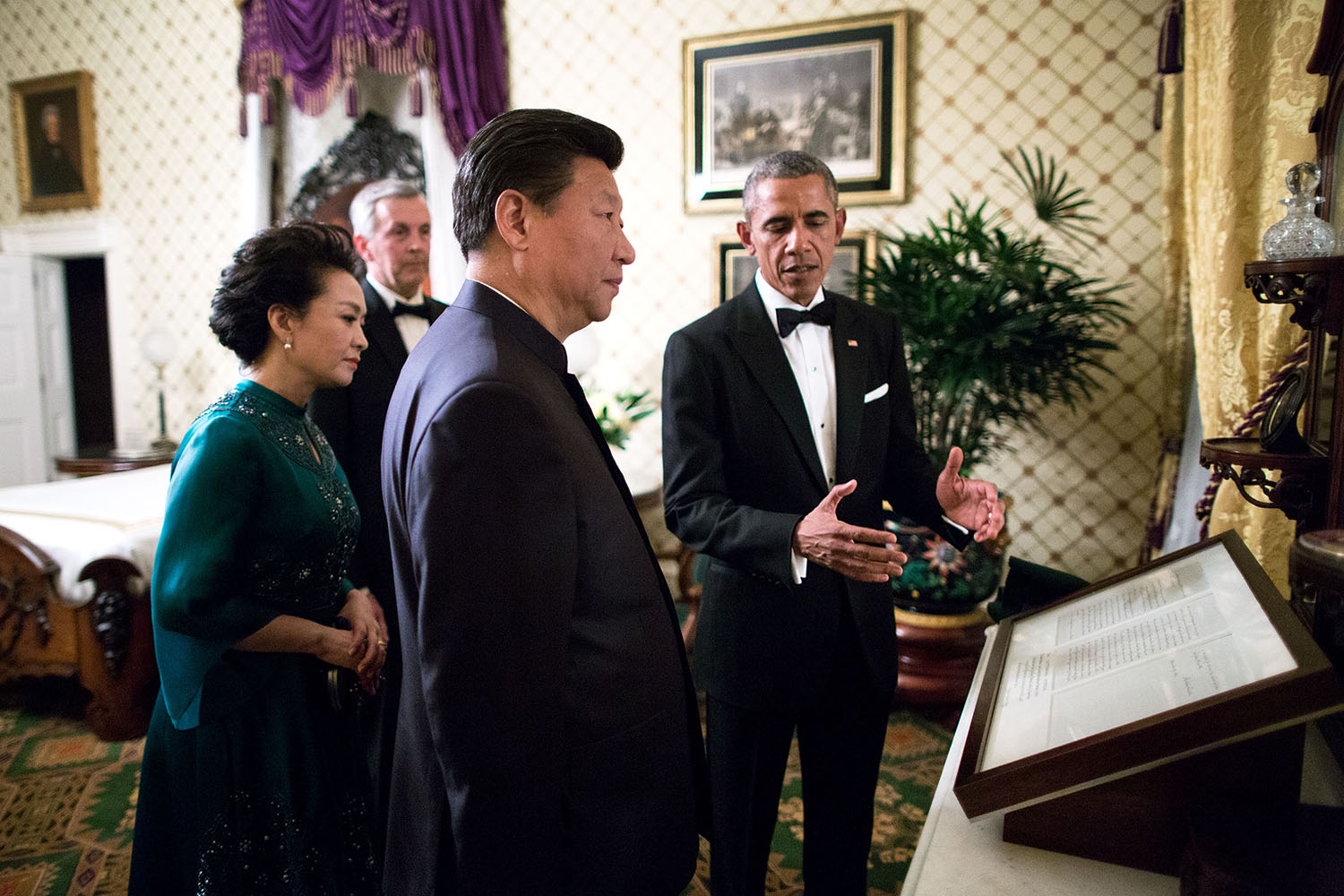
バラク・オバマ、妻の彭麗媛と共に（2015年）

習近平は駐イギリス大使であった柯華の娘である柯玲玲と結婚したものの、結婚から3年後の1982年に離婚した。
1987年9月には現妻の彭麗媛と再婚した。彭は、かつて「中国の歌姫」と呼ばれた元軍属歌手の国家的アイドルで非常に気が強く、また、上昇志向の強かった女性で、習の芸能・映画・文芸などに対する指導強化政策は彭の意向がかなり反映されているという。
彭との間の1人娘である習明沢は1992年6月に誕生した。浙江大学外国語学院に入学後、アメリカのハーバード大学ケネディスクールの留学生となり、普段は身元を隠すために偽名を使っていたという。娘も気が強いとの評判で、パーソナルコンピュータやインターネットに疎い父に代わり、インターネットを用いた世論誘導などで主導的な役割を担っているという。習近平は毛沢東に傾斜しているとされ、明沢という名前には『明るい毛沢東のように育ってほしい』という願いが込められているとされる。
習近平は女性に弱く、母の言うことには逆らえず、一族の問題に関しては姉の言いなりだといわれている。

## 著書
- 『現代農業理論与実践（現代農業の理論と実践）』福建教育出版社，1999年
- 『中国農村市場化建設研究（中国農村市場化建設研究）』人民出版社，2001年
- 『之江新語（浙江において新しい語り）』浙江人民出版社，2007年
- 『習近平談治国理政（習近平 国政運営を語る）』
- 『習近平総書記系列重要講話読本（習近平総書記 重要講話読本シリーズ）』
- 『論堅持推動構建人類命運共同体（人類運命共同体の作り上げを堅持するの論）』中央文献出版社，2018年[303]
- 『論堅持党対一切工作的領導（一切仕事に対する党の指導の論）』中央文献出版社，2019年[304]
- 『論党的宣伝思想工作（党の宣伝と思想に関する仕事の論）』中央文献版社，2020年[305]
- 『堅持全面依法治国（全面的に法に依って国を治めるの論』中央文献出版社，2020年[306]
- 『論中国共産党歴史（中国共産党の歴史の論）』中央文献出版社，2021年[307]
- 『堅持人民当家作主(人民は国家の主を堅持するの論）』中央文献出版社，2021年[308]